# Kejsar Taishō
För regeringsperioden, se Taishō
Kejsar Taishō (japanska: 大正天皇?, Taishō-tennō), född Yoshihito (japanska: 嘉仁, JosjisjtoJ) den 31 augusti 1879 i Tokyo, död 25 december 1926 i Hayama i Kanagawa, var kejsare av Japan mellan 1912 och 1926. Hans regeringsperiod fick namnet Taishō – "stor och rättvis", vilket efter kejsarens död också är hans postuma kejsarnamn. Kejsaren Taishō var Japans 123:e kejsare.

## Biografi
Yoshihito var son till kejsar Meiji och Yanagiwara Naruko, en hovdam vid det kejserliga palatset, även om kejsarinnan Shoken (Haruko) kom att officiellt erkännas som hans mor. Han gavs det personliga namnet Yoshihito och titeln Haru no miya (prins Haru) av kejsaren den 6 september 1879. Den 3 november 1888 fick han formellt titeln kronprins, och 1897 tog han plats i japanska parlamentets överhus, pärskammaren. Han besteg tronen den 30 juli 1912.
Den 25 maj 1900 gifte sig kronprins Yoshihito med 16-åriga Sadako, dotter till furst Kujo Michitaka som var överhuvud över de fem grenarna av Fujiwaraklanen.
De fick fyra barn:
- Kronprins Hirohito (29 april 1901 - 7 januari 1989), senare kejsare
- Prins Chichibu (Yasuhito), (26 maj 1902 - 4 januari 1953)
- Prins Takamatsu (Nobuhito), (1 mars 1905 - 3 februari 1987)
- Prins Mikasa (Takahito), (2 december 1915 - 27 oktober 2016)

Kejsar Taishōs styre blev relativt kort och okänt. Som litet barn drabbades han av en hjärnhinneinflammation, något som kom att ge honom en kraftigt nedsatt fysisk och mental hälsa genom resten av livet. Han hölls undan från offentliga tillställningar så ofta som möjligt även efter att han ärvt tronen 1912. Detta både för att bespara det kejserliga hovets heder från att befläckas, men det hade också en viktig inrikespolitisk anledning.
Den japanska kejsaren dyrkades av befolkningen som en levande gud och att visa kejsaren i ett sådant svagt tillstånd skulle kunna få stora konsekvenser.[källa behövs]
Vid ett sällsynt tillfälle då kejsaren sågs offentligt, vid 1913 års öppnande av riksdagen rullade han ihop ett förberett tal till ett rör och tittade på ministerrådet genom det istället för att läsa upp texten[källa behövs]. Efter 1919 åtog han sig inga fler officiella uppdrag[källa behövs]. Efter att den svaga monarken återvände från en resa till Europa 1921 blev kronprins Hirohito kejsarens ställföreträdare, och sedan efter sin faders död, blev han officiellt kejsare Taishōs tronföljare och Japans näste kejsare under Showa.

## Efterspel
Det japanska kejsardömets hushållsbyrå har 2002, 2003 och 2008 frisläppt tidigare hemligstämplade dokument. I dessa dokument framträder kronprins Hirohito mer och mer frekvent som åren går samtidigt som hälsan försämras för kejsare Taishos som blir konvalescent i de kejserliga bostäderna i Hayama; Kanagawa prefektur, Nikko; Tochigi prefektur och andra platser. Det fanns vidspridda rykten om att kejsaren var mentalt inkapabel, men det är oklart om detta framträder i dokumenten.

## Utmärkelser
- Riddare av Gyllene skinnets orden
- Kungliga Serafimerorden
- Elefantorden
- Storkorsriddare av Italienska kronorden
- Storkorsriddare av Sankt Mauritius och Sankt Lazarusorden
- Sankt Olavs orden
- Frälsarens orden
- Sankt Hubertusorden
- Georg I:s orden
- Chakriorden
- Riddare av Annunziataorden
- Heliga skattens orden
- Andreasorden
- Vita örnens orden
- Svarta örns orden
- Strumpebandsorden
- Stora ordensbandet av Krysantemumorden
- Uppgående solens orden med paulowniablomster, första graden
- Kedja av Krysantemumorden
- Gyllene gladans orden
- Sankt Alexander Nevskij-orden

[Redigera Wikidata]